# Gran Alacant
Gran Alacant es un conjunto de urbanizaciones ubicadas en el cabo de Santa Pola, entre la sierra y la playa del Carabassí, en la provincia de Alicante, España. Contaba con 10 846 habitantes censados en 2022 (INE).

## Geografía física
Gran Alacant se extiende al norte del término municipal de Santa Pola, limitada al oeste por la CV-92 (antigua N-332) y el Clot de Galvany, al norte por Arenales del Sol y al este y sur por el cabo y la sierra de Santa Pola.

## Historia
La primera urbanización en construirse fue la llamada Gran Alacant, de la que tomó nombre el conjunto actual, conformado por varias de ellas. En la última década ha pasado de ser una zona de veraneo que quedaba casi desierta fuera de los meses de verano para ser un núcleo con más de 11.000 residentes censados (más de 20.000 que residen todo el año pero muchos pensionistas siguen empadronados en su localidad de origen). [cita requerida]

## Urbanizaciones

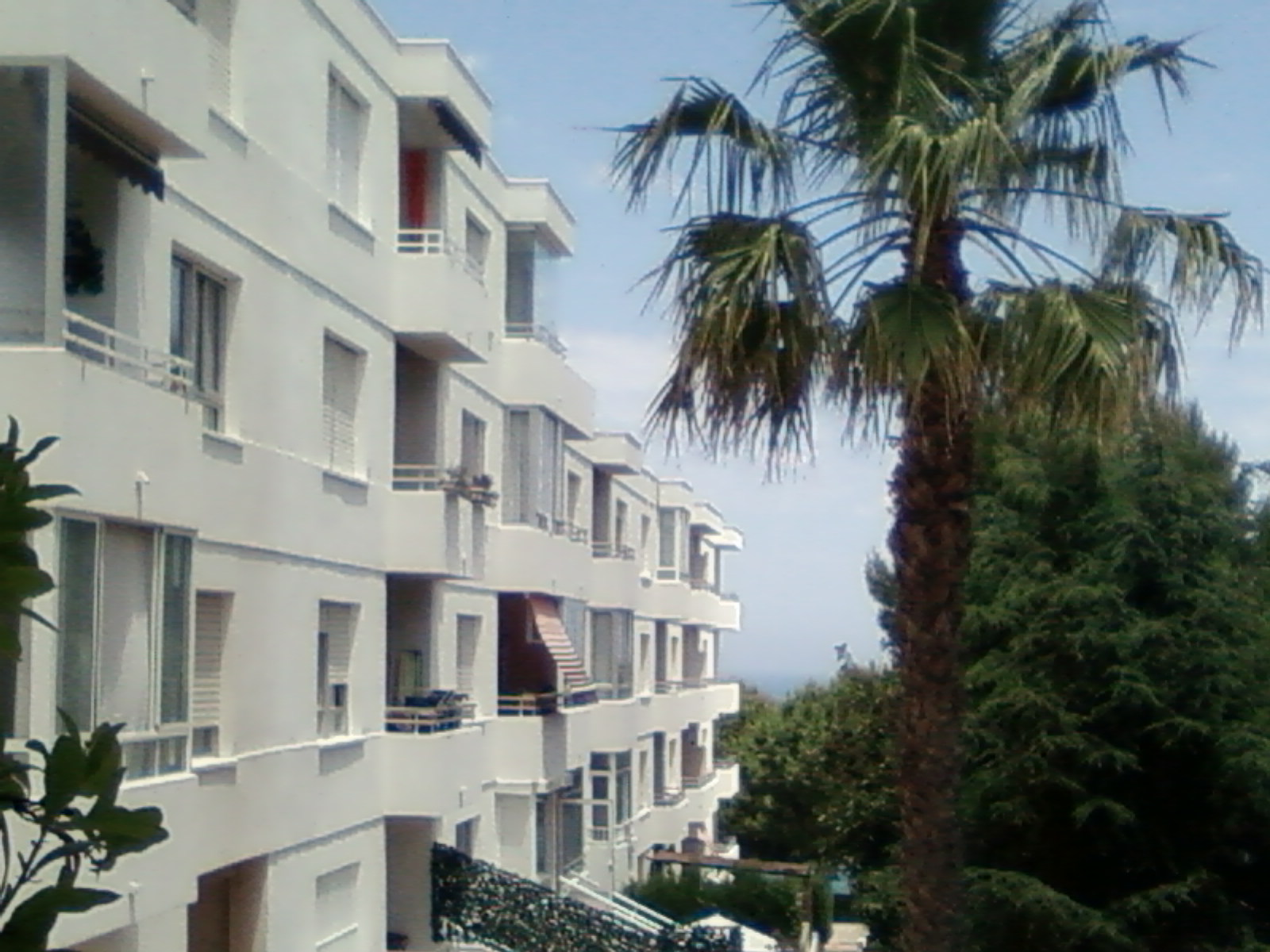
Urbanización Gran Alacant.

En 2018 Gran Alacant estaba formado por las urbanizaciones siguientes: Agua Marina, Altomar I, Altomar II, Bahía Playa, Balcones del Mar, Brisa Mar, Brisas del Faro, Camarcha Playa, Carabassí, Costa Hispania, Don Pueblo, El Faro, El Olivo de Oro, Sueño Azul, Gran Alacant Fase 1 y Fase 2, Gran Alacant, Gran Vista, Isla de Ízaro, Lomas del Carabassi, Mediterráneo, Mirador del Mediterráneo, Montefaro, Monte y Mar, Nova Beach, Novamar, Panorama, Pino Mar, Puerto Marino, San Sebastián, Santara Wellness Resort, Sierra Mar, Sol y Playa, Soley Playa, Sukha by Nara, Victoria Playa, Vista Bahía I, Vista Bahía II y Vista Bahía III.

## Demografía
En los últimos años la población de Gran Alacant ha evolucionado de forma exponencial, pasando de los 1.012 habitantes empadronados en el año 2000 hasta los 11.319 que llegó a tener en 2013. A partir de este año está experimentando un ligero descenso de habitantes, que se va recuperando hasta superarlos en el año 2023 llegando a los 11.614 habitantes empadronados (INE). 
| Evolución demográfica de Gran Alacant | Evolución demográfica de Gran Alacant | Evolución demográfica de Gran Alacant | Evolución demográfica de Gran Alacant |
| Año                                   | Población                             | Hombres                               | Mujeres                               |
| ------------------------------------- | ------------------------------------- | ------------------------------------- | ------------------------------------- |
| 2000                                  | 1.012                                 | 525                                   | 487                                   |
| 2001                                  | 1.220                                 | 638                                   | 582                                   |
| 2002                                  | 1.587                                 | 828                                   | 759                                   |
| 2003                                  | 2.134                                 | 1.137                                 | 997                                   |
| 2004                                  | 2.877                                 | 1.497                                 | 1.380                                 |
| 2005                                  | 4.381                                 | 2.286                                 | 2.095                                 |
| 2006                                  | 5.841                                 | 3.021                                 | 2.820                                 |
| 2007                                  | 7.336                                 | 3.809                                 | 3.527                                 |
| 2008                                  | 8.587                                 | 4.493                                 | 4.094                                 |
| 2009                                  | 9.238                                 | 4.833                                 | 4.405                                 |
| 2010                                  | 9.973                                 | 5.206                                 | 4.767                                 |
| 2011                                  | 10.670                                | 5.590                                 | 5.080                                 |
| 2012                                  | 11.095                                | 5.848                                 | 5.247                                 |
| 2013                                  | 11.319                                | 5.938                                 | 5.381                                 |
| 2014                                  | 9.040                                 | 4.704                                 | 4.336                                 |
| 2015                                  | 9.077                                 | 4.758                                 | 4.319                                 |
| 2016                                  | 8.753                                 | 4.537                                 | 4.216                                 |
| 2017                                  | 8.414                                 | 4.343                                 | 4.071                                 |
| 2018                                  | 8.632                                 | 4.435                                 | 4.197                                 |
| 2019                                  | 8.902                                 | 4.579                                 | 4.323                                 |
| 2020                                  | 9.263                                 | 4.781                                 | 4.482                                 |
| 2021                                  | 9.601                                 | 4.921                                 | 4.680                                 |
| 2022                                  | 10.846                                | 5.561                                 | 5.285                                 |
| 2023                                  | 11.614                                | 5.903                                 | 5.711                                 |
| 2024                                  | 11.773                                | 5.925                                 | 5.848                                 |

## Economía
Al tratarse de un conjunto de urbanizaciones, la economía es casi totalmente terciaria. Gran Alacant cuenta con un gran número de áreas comerciales, entre las que destaca el Centro Comercial construido junto a la entrada desde la carretera CV-92. El resto de locales comerciales se reparte por todo el terreno urbanizado y son especialmente activos durante los meses de verano.[cita requerida]

## Servicios públicos
Debido al gran aumento de población experimentado en los últimos años, se han ampliado considerablemente los servicios de Gran Alacant. En 2010 contaba con un colegio público, un consultorio médico y una biblioteca pública que ofrece servicios de préstamo, consulta e internet. Existe además una oficina de correos y un pabellón deportivo. Asimismo, cuenta con el Gran Alacant Centro Comercial.

## Transporte

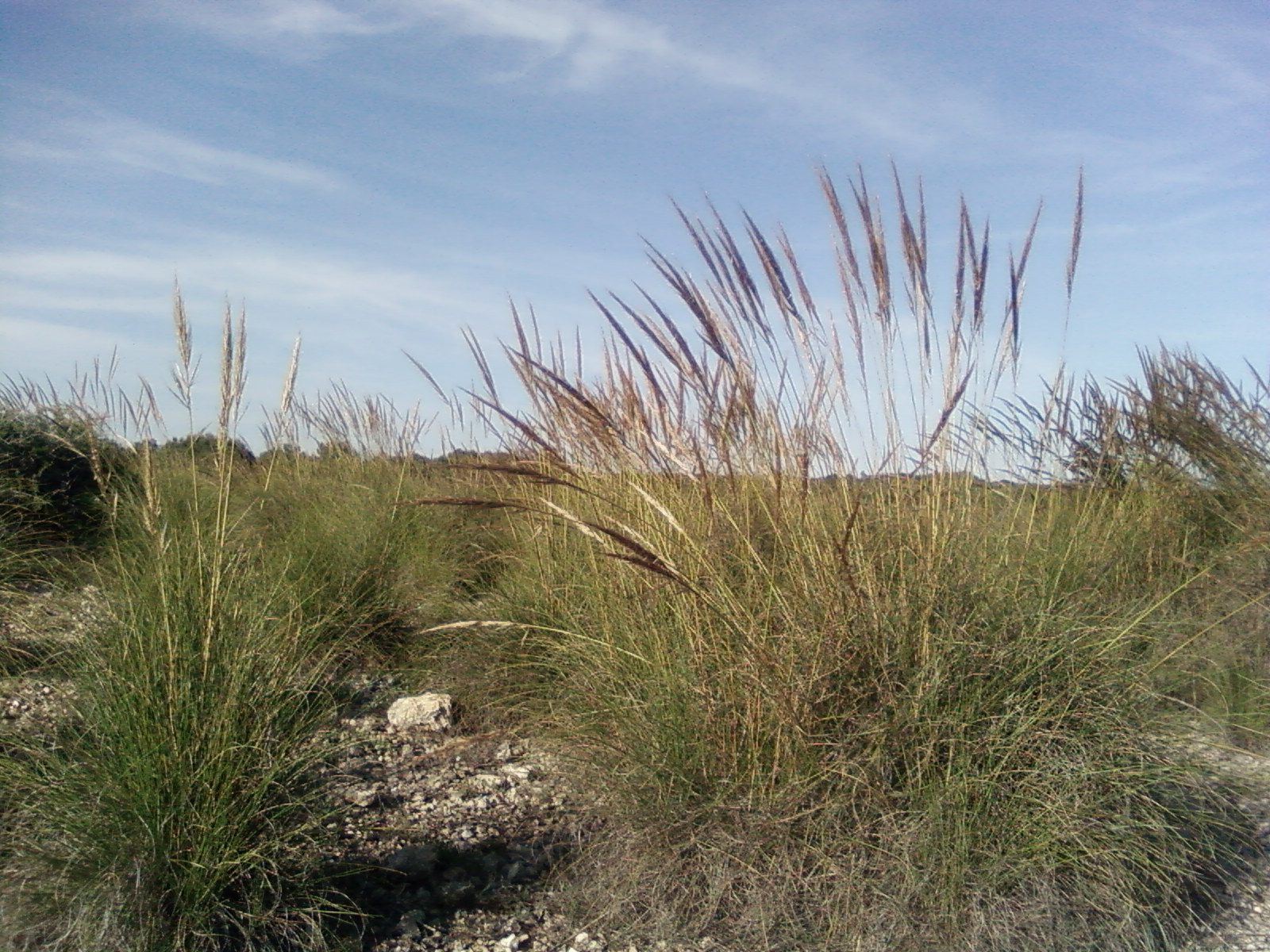
Matas de esparto de la Sierra de Santa Pola.

El principal acceso a Gran Alacant es la carretera CV-92 (antigua N-332), que une El Altet con Pilar de la Horadada. Cuenta con una salida situada 4 km al norte de Santa Pola. Gran Alacant está asimismo comunicado por carreteras secundarias con Arenales del Sol y las urbanizaciones del este de Santa Pola.
Está comunicado mediante autobuses con Santa Pola, Arenales del Sol, El Altet, Elche y Alicante. Tiene además servicio de autobús urbano y trenecito turístico. y taxi.

## Cultura
Pese a lo estacional de gran parte de la población, los vecinos se han organizado en distintas asociaciones culturales, destacando la Asociación de Vecinos de Gran Alacant que agrupa a la mayoría de urbanizaciones de Gran Alacant.